# Pablo González del Amo
Pablo González del Amo, també conegut artísticament cim Pablo G. Del Amo, Pablo Del Amo, Pablo G. de Amo, Pablo de Amo, Pablo García del Amo o Pablo del Amo (Madrid, 1927 - 4 d'agost de 2004) fou un destacat muntador cinematogràfic espanyol actiu des de la dècada de 1950 i guanyador d'alguns premis.
Fill d'un militant d'esquerres, va rebre el seu nom en honor de Pablo Iglesias Posse. El 1944 es va afiliar al PCE i fou condemnat a cinc anys de presó. Allí va conèixer Ricard Muñoz Suay, qui el va inclinar vers el cinema. En sortir de la presó estudià muntatge escènic i durant molts anys va treballar per al productor Elías Querejeta.

## Filmografia
Ha participat com a muntador a les pel·lícules La caza (1966, Carlos Saura), Peppermint Frappé (1967, Carlos Saura), El padre Coplillas (1968, Ramón Comas), Ana y los lobos (1973, Carlos Saura), El espíritu de la colmena (1973, Víctor Erice), Cría cuervos (1976, Carlos Saura), Mamá cumple 100 años (1979, Carlos Saura), Bodas de sangre (1981, Carlos Saura), El caso Almería (1984, Pedro Costa), Tasio (1984, Montxo Armendáriz), La corte de Faraón (1985, José Luis García Sánchez), El viaje a ninguna parte (1986, Fernando Fernán Gómez), Divinas palabras (1987, José Luis García Sánchez), El mar y el tiempo (1989, Fernando Fernán Gómez), ¡Ay, Carmela! (1990, Carlos Saura), Tirano Banderas (1993, José Luis García Sánchez), o El perro del hortelano (1996, Pilar Miró).

## Premis
En 1983 va rebre un Premio Nacional de Cinematografía per la seva tasca.
Premis Goya
| Categoria       | Any  | Pel·lícula               | Resultat  |
| --------------- | ---- | ------------------------ | --------- |
| Millor muntatge | 1986 | El viaje a ninguna parte | Candidat  |
| Millor muntatge | 1987 | Divinas palabras         | Guanyador |
| Millor muntatge | 1989 | El mar y el tiempo       | Candidat  |
| Millor muntatge | 1990 | ¡Ay, Carmela!            | Guanyador |
| Millor muntatge | 1993 | Tirano Banderas          | Guanyador |
| Millor muntatge | 1996 | El perro del hortelano   | Candidat  |